# T. Rex (Album)
T. Rex ist das erste Musikalbum der gleichnamigen britischen Rockband T. Rex. Es erschien im Dezember 1970, nachdem sie ihren zuvor benutzten Namen Tyrannosaurus Rex abgekürzt hatte.

## Zum Album
Die Langspielplatte kam am 16. Januar 1971 in die britischen Albumcharts und stieg in ihren 25 Wochen Chartspräsenz bis auf Platz 7. Während die britische LP auf Fly Records (Katalognummer: HIFLY2) den Bandnamen als Titel hatte, wurde die deutsche Ausgabe unter dem Titel Ride a White Swan Anfang 1971 auf Ariola veröffentlicht. Sie enthielt den damals aktuellen Single-Hit gleichen Namens, im Austausch für The Time of Love Is Now auf der britischen Ausgabe. Ride a White Swan war seit dem 24. Oktober 1970 in den britischen Charts bis auf Platz 2 geklettert und blieb 20 Wochen in der Hitparade; in Deutschland erreichte sie Platz 34 und in den USA Platz 76.
One Inch Rock war eine Neuaufnahme des Songs, der bereits 1968 als Single von Tyrannosaurus Rex veröffentlicht worden und bis auf Platz 28 der britischen Charts geklettert war. Auch The Wizard hatte Bolan bereits vorher aufgenommen; es war im November 1965 seine erste Single-Veröffentlichung als Marc Bolan bei Decca Records gewesen.
Musikalisch schließt sich das Album an die von der Gruppe unter dem Namen Tyrannosaurus Rex zuvor veröffentlichten LPs an. Akustische Instrumente herrschen vor, elektronische Instrumente, die später den Sound von T.Rex dominieren sollten, werden eher sparsam eingesetzt. Insgesamt wirkt die Musik aber zugänglicher als die oftmals kompliziert arrangierten Stücke der vorherigen Alben. Die Songs sind kurz und eingängig.
Der US-amerikanische Musikjournalist Richie Unterberger sieht Marc Bolan mit diesem Album „einen entschlossenen Schritt machen weg von seiner bis dato Kult-Hippie-Anhängerschaft in Richtung eines jüngeren Pop-Rock-Publikums. Gleichzeitig bewegte er sich weg vom psychedelisch-akustischen Folk-Rock zu einem härteren Sound mit elektrischen Gitarren. Und bemerkenswert dabei ist, dass die Musik dadurch besser wurde.“
Die LP T. Rex wurde in Großbritannien im März 1978 und im Oktober 1981 auf Cube Records sowie im Mai 1985 auf Sierra wiederveröffentlicht. Als CD erschien sie erstmals 1986 auf Cube Records.
2004 erschien die Expanded Edition, welche zusätzlich zu den Songs der britischen Originalausgabe neun Bonustitel enthielt, darunter auch Ride a White Swan. Einige dieser Tracks sind alternative Versionen der ursprünglichen Aufnahmen.

## Das Cover
Das originale Falt-Cover zeigt Marc Bolan, der seine E-Gitarre hält und Mickey Finn. Auf dem deutschen, schwarzen Ariola-Cover stehen die Initialen „T“ und „R“ über bzw. unter einer grün/roten, naiven Zeichnung eines Gesichts.

## Tracklisten

### „T. Rex“ (UK)
1. The Children of Rarn – 0:51
2. Jewel – 2:46
3. The Visit – 1:55
4. Childe – 1:40
5. The Time of Love Is Now – 2:41
6. Diamond Meadows – 1:58
7. Root of Star – 2:35
8. Beltane Walk – 2:28
9. Is It Love? – 2:36
10. One Inch Rock – 2:27
11. Summer Deep – 1:43
12. Seagull Woman – 2:19
13. Suneye – 2:05
14. The Wizard – 8:46
15. The Children of Rarn (Reprise) – 0:36

### „Ride a White Swan“ (D)
1. The Children of Rarn – 0:51
2. Jewel – 2:46
3. The Visit – 1:55
4. Childe – 1:40
5. Diamond Meadows – 1:58
6. Root of Star – 2:35
7. Beltane Walk – 2:28
8. Ride a White Swan – 2:12
9. Is It Love? – 2:36
10. One Inch Rock – 2:27
11. Summer Deep – 1:43
12. Seagull Woman – 2:19
13. Suneye – 2:05
14. The Wizard – 8:46
15. The Children of Rarn (Reprise) – 0:36

### „T. Rex – Expanded Edition“ (D)
1. The Children of Rarn
2. Jewel
3. The Visit
4. Childe
5. The Time of Love Is Now
6. Diamond Meadows
7. Root of Star
8. Beltane Walk
9. Is It Love?
10. One Inch Rock
11. Summer Deep
12. Seagull Woman
13. Suneye
14. The Wizard
15. The Children of Rarn (Reprise)
16. Ride a White Swan (Single A-Seite)
17. Summertime Blues (Single B-Seite)
18. Poem
19. The Visit (Take 4)
20. Diamond Meadows (Take 6)
21. One Inch Rock
22. Seagull Woman
23. The Wizard
24. The Children of Rarn

alle Titel geschrieben von Marc Bolan,
außer Summertime Blues von E. Cochran/J. Capehart